# Marie von Clausewitz

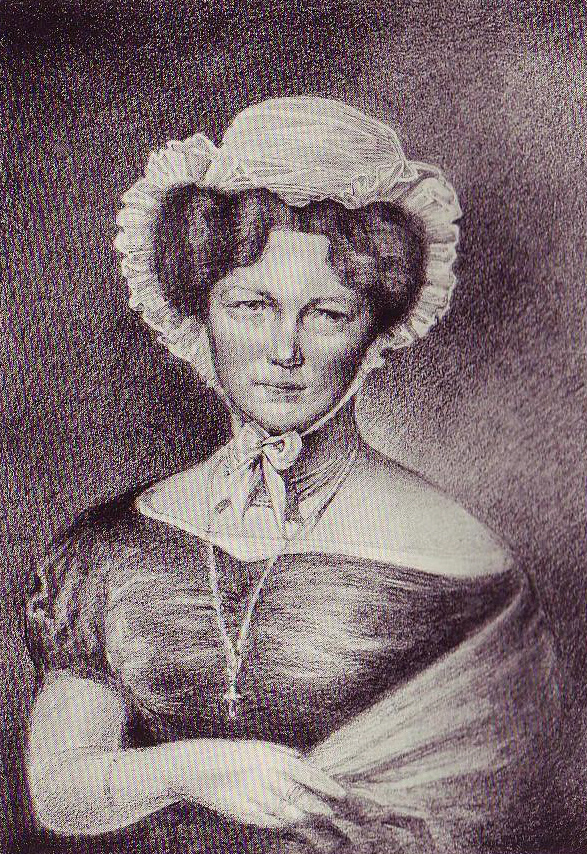
Litografia Marie von Clausewitz

Marie Sophie von Clausewitz z domu Brühl hrabina herbu Jastrzębiec (Maria Zofia Brühl; Marie Sophie Gräfin von Brühl; ur. 3 czerwca 1779 w Warszawie, zm. 28 stycznia 1836) wywodziła się rodziny von Brühl pochodzącej z Turyngii.
17 grudnia 1810 wyszła za mąż za Carla von Clausewitza, którego poznała w 1803 roku. Po śmierci męża w 1831 opublikowała w latach 1832–1834 kilka jego prac, włączając w to jego najsłynniejsze dzieło O wojnie. Napisała także do niego wstęp.